# Chute du Voile de la Mariée (Portugal)
Pour les articles homonymes, voir Voile de la Mariée.
La chute du Voile de la Mariée , en portugais Cascata do Véu da Noiva, est une chute d'eau, dans les falaises de la côte entre São Vicente et Seixal sur l'île de Madère

## Présentation
La cascade est haute de 110 m environ, elle tombe directement dans l'océan. Elle traverse l'ancienne route côtière ER101 qui s'est effondrée.

## Tourisme
Si la cascade d'est pas accessible, la route côtière ER101 étant interdite depuis son effondrement, le point de vue  sur la cascade est un site très fréquenté par les touristes. Le parking du pont de vue Miradouro de Véu da Noiva est souvent encombré par les cars de tourisme.

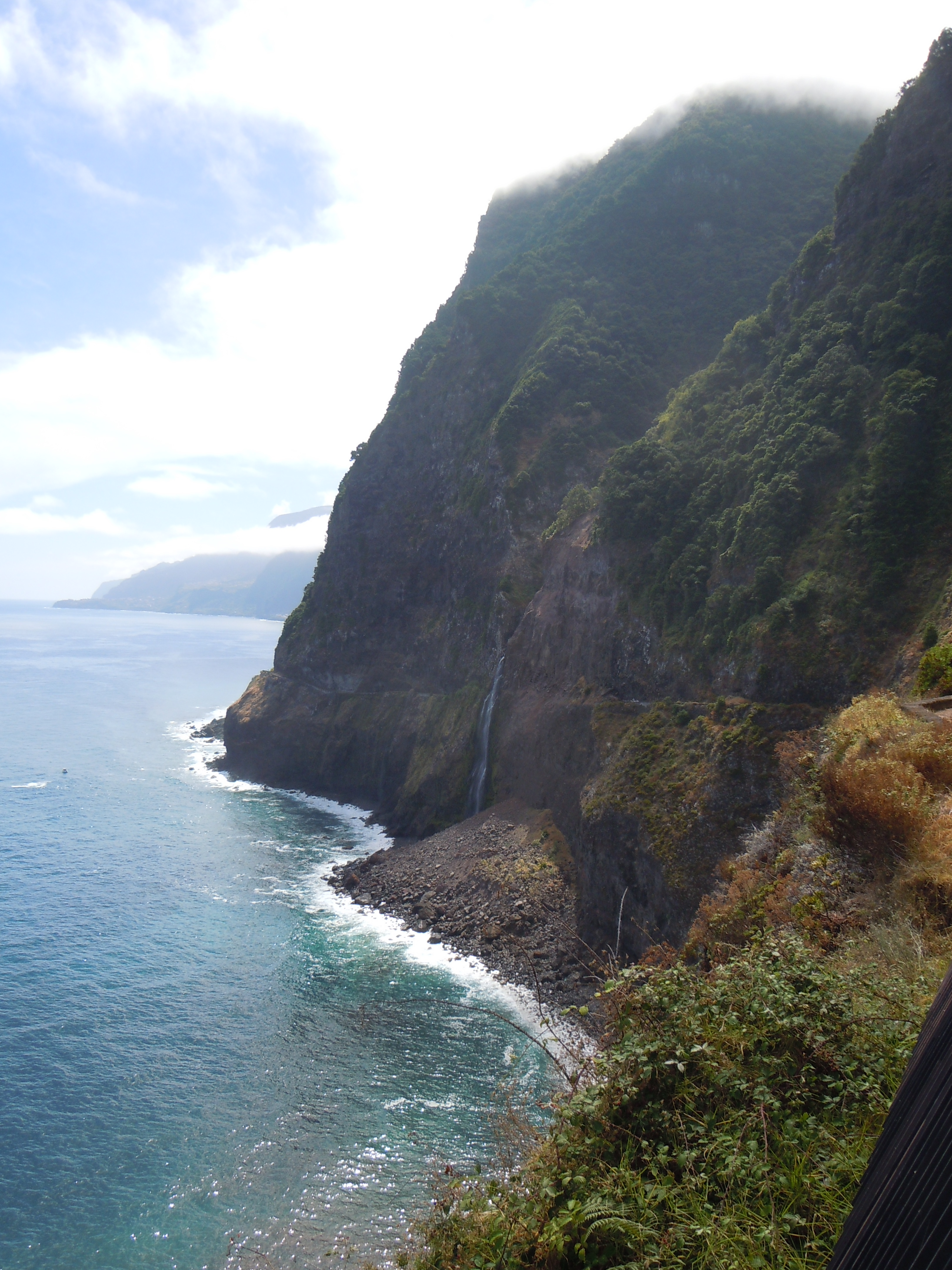
Vue du site de la cascade depuis le Miradouro de Véu da Noiva